# Matthias Schoenaerts
Matthias Schoenaerts (Antwerpen, 8. prosinca 1977.), belgijski filmski glumac. Sin je glumca Juliena Schoenaertsa.
Prvo glumačko iskustvo imao je u filmu Daens (1993.), a najpoznatije su mu uloge u filmovima Potkrovlje (2008.), Bikova glava (2011.) i Rđa i kosti (2012.).

## Vanjske poveznice
- Matthias Schoenaerts u internetskoj bazi filmova IMDb-u (engl.)